# Mimi Pollak

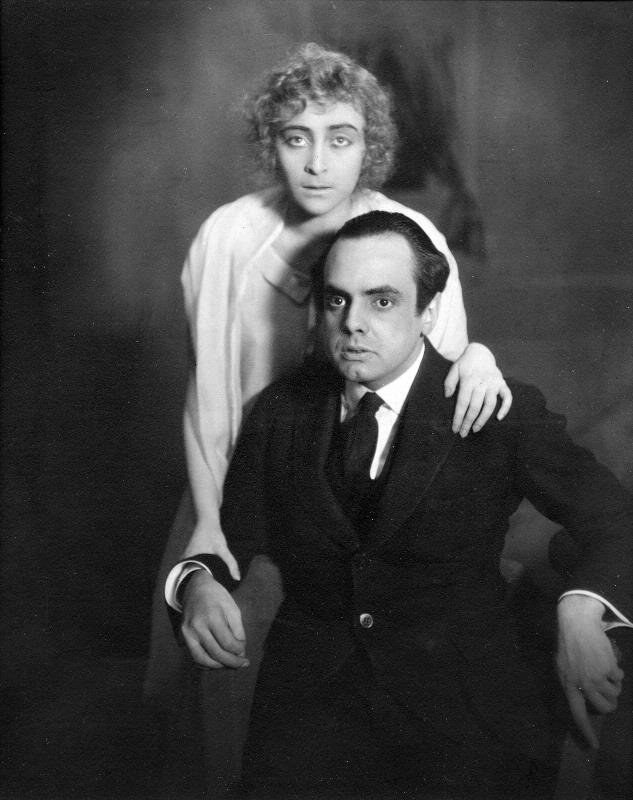
Mimi Pollak mit Torsten Bergström

Maria Helena „Mimi“ Pollak (* 9. April 1903 in Karlstad; † 11. August 1999 in Stockholm) war eine schwedische Theater- und Filmschauspielerin sowie Regisseurin.

## Leben
Mimi Pollak war die Tochter jüdisch-österreichischer Eltern und wurde von 1922 bis 1924 an der Dramatens elevskola ausgebildet, wo sie sich mit Greta Garbo anfreundete. Bereits seit dieser Zeit spielte sie am Theater und in Filmen.
1948 wurde sie die erste Regisseurin am Königlichen Dramatischen Theater in Stockholm, wo sie bereits einige Jahre als Schauspielerin engagiert war. In den 1950er Jahren war sie Regisseurin von zwei Kurzfilmen und dem Drama Das Recht zu lieben sowie dem Fernsehfilm Tredje personen. Mitte der 1970er ging sie in den Ruhestand, hatte aber noch vereinzelte Auftritte.

## Filmografie (Auswahl)

### Schauspielerin
- 1922: Amatörfilmen
- 1938: Den stora kärleken
- 1941: Spökreportern
- 1949: Rya-Rya – Nur eine Mutter (Bara en mor)
- 1951: Einen Sommer lang (Sommarlek)
- 1964: Das Kleid (Klänningen)
- 1965: Nattmara – Der Killer von Stockholm (Nattmara)
- 1971: Immer dieser Michel 1. – Michel in der Suppenschüssel (Michel i Lönneberga)
- 1978: Herbstsonate
- 1982: Der Flug des Adlers (Ingenjör Andrées luftfärd)
- 1991: Agnes Cecilia

### Regisseurin
- 1956: Das Recht zu lieben (Rätten att älska)
- 1957: Tredje personen
- 1968: Leleus testamente